# 御斎峠
御斎峠（おとぎとうげ）は、滋賀県甲賀市信楽町多羅尾と三重県伊賀市西山町を結ぶ峠。於土岐、於登岐、御伽とも表記する。昔から近江では伊賀・伊勢道、伊賀では京道（京街道）と呼ばれていた。標高は570m。
峠の名前の由来は、「三国地志」によると、鎌倉・南北朝時代の禅僧、夢窓疎石（夢窓国師）が訪れた際、この峠で村人のお斎（接待）を受けたことによるという。
1582年、本能寺の変の後、摂津国にいた徳川家康が三河国岡崎城へ帰還するため、宇治田原から滋賀へ抜ける経路としてこの峠を使ったといわれる。案内した多羅尾光俊は、この功によって明治まで長い間、多羅尾領を押えていた。
峠に妖怪が出るという昔話がある。早朝に腹の膨らんだ餓鬼が現れ、旅人に「茶漬けを食べたか」と尋ねる。「食べなかった」と答えると通してくれるが、「食べた」と答えると襲いかかり、腹を裂いて茶漬けを取り出し、貪り食ったという。

## 近くの名所
- 滝の脇摩崖仏
- 弘法の井戸 - 空海が井戸を掘ったと伝えられる
- 仕置場跡 - 代官所の処刑場
- 石造十王像 - 現在、多羅尾の顕証寺境内に移設
- 西山の棚田